# Motel One
Motel One är en tysk hotellkedja med huvudkontor i München. Kedjan driver hotellfastigheter i elva europeiska länder samt ett hotell i New York. Några av företagets hotell ingår i exklusiva dotterbolaget The Cloud One.

## Historia
Bolaget grundades år 2000 av den tidigare Accor-chefen Dieter Müller i München och drivs nu av honom och hans fru, Ursula Schelle-Müller. Samma år öppnade det första Motel One i Offenbach am Main. 
Från och med 2024 driver Motel One majoriteten av sina hotell i 25 tyska städer, av vilka flera har mer än en hotellfastighet med 10 Motel Ones bara i Berlin. Ytterligare hotell finns i Österrike, Belgien, Tjeckien, Danmark, Frankrike, Irland, Nederländerna, Polen, Schweiz, Spanien och Storbritannien.

## The Cloud One
För närvarande marknadsförs fem platser med företagets exklusiva varumärke The Cloud One som introducerades 2023. Dessa hotell finns i Düsseldorf, Hamburg, Nürnberg, Prag och New York.